# NGC 7149
NGC 7149 este o galaxie situată în constelația Pegas. A fost descoperită în 15 septembrie 1865 de către Heinrich Louis d'Arrest.